# Aart Jan de Geus
Pour les articles homonymes, voir De Geus.
Aart Jan de Geus, né le 28 juillet 1955 à Doorn, est un homme politique néerlandais membre de l'Appel démocrate-chrétien (CDA), secrétaire général adjoint de l'Organisation de coopération et de développement économiques et ancien ministre des Affaires sociales des Pays-Bas.

## Éléments personnels

### Formation
Après avoir achevé ses études secondaires, en 1975, il suit une formation de comptable, puis entre à l'université Érasme de Rotterdam, dont il ressort en 1980 avec un diplôme de droit. Au cours de l'année qui s'écoule ensuite, il étudie le droit du travail à l'université catholique de Nimègue.

### Carrière
Il commence à travailler en 1974, comme assistant comptable et chef de projet chez Pelser Hamelberg, Van Til & Co.. Un an plus tard, il quitte ce cabinet pour intégrer celui de consultants Wijers, où il travaille comme comptable à temps partiel.
Il entre au service juridique de la branche industrielle de la Fédération nationale des syndicats chrétiens (CNV) en 1980. Il rejoint le siège central en 1988, puis devient vice-président de la CNV, chargé de la sécurité sociale, des retraites, de la santé et de l'emploi. À ce titre, il siège au Conseil économique et social (SER).
Il démissionne en 1998, après avoir été choisi comme associé de Boer & Croon, un cabinet de consultants d'Amsterdam spécialisé dans les ressources humaines et l'État providence. Il n'en fait plus partie depuis son entrée dans la vie politique, en 2002.

### Vie privée
Il est marié, père de trois enfants, vit à Utrecht et pratique la religion protestante au sein de l'Église chrétienne réformée.

## Parcours politique

### Ministre des Affaires sociales
Le 22 juillet 2002, Aart Jan de Geus est nommé ministre des Affaires sociales et de l'Emploi dans la coalition entre le CDA, les libéraux du VVD et les populistes de la LPF, dirigée par Jan Peter Balkenende, issu du CDA. L'alliance s'effondre dès le 16 octobre, à cause notamment de la démission du ministre de la Santé, dont il devient chargé de l'intérim en plus de son propre département ministériel.
Après les élections législatives anticipées du 22 janvier 2003, il conserve l'intérim jusqu'au 27 mai, date à laquelle il est confirmé au ministère des Affaires sociales dans une coalition rassemblant le CDA, le VVD, ainsi que les sociaux-libéraux des D'66. L'année suivante, une motion de censure est déposée contre lui par l'opposition, qui refuse sa proposition de réduire de 20 % le salaire minimum pour les chômeurs de longue durée revenant sur le marché du travail, mais elle est rejetée.
L'alliance au pouvoir prend fin prématurément le 30 juin 2006 par le retrait des D'66, et il se voit alors confier l'intérim de son ministère à partir des élections législatives anticipées du 22 novembre 2006. Le 6 février 2007, il est annoncé qu'il ne ferait pas partie du prochain gouvernement car il était pressenti comme nouveau secrétaire général adjoint de l'Organisation de coopération et de développement économiques (OCDE).

### Au sein de l'OCDE
Cette nomination est confirmée le 20 février suivant, et il prend officiellement ses fonctions le 5 mars. Il est notamment chargé de la politique économique et des réformes, ainsi que de la préparation des réunions ministérielles et des sessions spéciales du conseil exécutif.